# Kazincbarcika
Kazincbarcika je mesto na Madžarskem, ki upravno spada v podregijo Kazincbarcikai Županije Borsod-Abaúj-Zemplén.